# Richwood (Texas)
Richwood è un centro abitato degli Stati Uniti d'America, situato nella contea di Brazoria dello Stato del Texas.

## Società

### Evoluzione demografica
Secondo il censimento del 2000, c'erano 3.012 persone, 1.138 nuclei familiari, e 825 famiglie residenti nella città. La densità di popolazione era di 1.922,5 persone per miglio quadrato (740,7/km²). C'erano 1.254 unità abitative a una densità media di 800,4 per miglio quadrato (308,4/km²). La composizione etnica della città era formata dal 78,19% di bianchi, l'8.50% di afroamericani, lo 0,37% di nativi americani, lo 0,50% di asiatici, lo 0,07% di isolani del Pacifico, il 9,26% di altre etnie, e il 3,12% di due o più etnie. Gli ispanici o latinos di qualunque razza erano il 23,37% della popolazione.
C'erano 1.138 nuclei familiari di cui il 40,3% avevano figli di età inferiore ai 18 anni, il 58,2% erano coppie sposate conviventi, il 9,9% aveva un capofamiglia femmina senza marito, e il 27,5% erano non-famiglie. Il 22,8% di tutti i nuclei familiari erano individuali e il 2,5% aveva componenti con un'età di 65 anni o più che vivevano da soli. Il numero di componenti medio di un nucleo familiare era di 2,65 e quello di una famiglia era di 3,13.
La popolazione era composta dal 28,8% di persone sotto i 18 anni, il 12,8% di persone dai 18 ai 24 anni, il 31,9% di persone dai 25 ai 44 anni, il 20,6% di persone dai 45 ai 64 anni, e il 6,0% di persone di 65 anni o più. L'età media era di 29 anni. Per ogni 100 femmine c'erano 99,3 maschi. Per ogni 100 femmine dai 18 anni in giù, c'erano 98,6 maschi.
Il reddito medio di un nucleo familiare era di 45.000 dollari, e quello di una famiglia era di 54.280 dollari. I maschi avevano un reddito medio pro capite di 39.911 dollari contro i 22.773 dollari delle femmine. Il reddito medio pro capite totale era di 19.181 dollari. Circa il 9,1% delle famiglie e il 10,5% della popolazione erano sotto la soglia di povertà, incluso il 13,0% di persone sotto i 18 anni e l'1.7% di persone di 65 anni o più.